# 너도밤나무
너도밤나무는 참나무과에 속하는 낙엽활엽교목으로 학명은 Fagus multinervis Nakai다. 나무 높이가 20m에 달한다. 잎은 달걀 모양의 타원형이며 가장자리는 물결 모양을 이루고 있다. 꽃은 5월경에 피는데, 수꽃은 두상으로 모여 잎겨드랑이에 늘어지며, 암꽃은 깍정이에 싸인 채 새로 난 가지의 잎겨드랑이에서 나와 2-3개가 두상으로 달린다. 열매는 견과로 10월 경에 익는다. 주로 산중턱에 나며, 울릉도에 분포하는 특산종이다.